# 新华镇 (鹤岗市)
新华镇，是中华人民共和国黑龙江省鹤岗市东山区下辖的一个乡镇级行政单位。

## 行政区划
新华镇下辖以下地区：
爱华社区、永昌村、永兴村、永芳村、永安村、南华村、永祥村、永义村、永利村、和胜村和东安村。